# Bija
Die Bija (russisch Би́я) ist ein 301 km langer Fluss in Russland, in der Republik Altai und in der Region Altai.

## Flusslauf
Sie ist der kleinere der beiden Quellflüsse des Ob (neben dem Katun). Die Bija entfließt dem Telezker See im Altai-Gebirge. Ihr Lauf führt sie in insgesamt nordwestlicher Richtung nach Bijsk, wo sie sich mit dem Katun zum Ob vereinigt. Die Bija hat ein Einzugsgebiet von 37.000 km². 21 km vor der Mündung beträgt der mittlere Abfluss 476 m³/s.
Der Name „Bija“ hat seinen Ursprung in der altaischen Sprache und steht für „Mann“. Der Tschulyschman bildet den Hauptzufluss des Telezker Sees und ist somit ein Quellfluss der Bija.